# 田村憲司 (教育者)
田村 憲司（たむら けんじ）は　土壌学者。
主な研究分野は土壌生成分類学、土壌環境化学、土壌環境教育。
筑波大学名誉教授、筑波大学附属坂戸高等学校校長兼任（2016年4月-2022年3月)。